# La Motte-Tilly
La Motte-Tilly é uma comuna francesa na região administrativa de Grande Leste, no departamento de Aube. Estende-se por uma área de 11,59 km². Em 2010 a comuna tinha 371 habitantes (densidade: 32 hab./km²).